# Мороз Терентій Пилипович
Терентій Пилипович Мороз (нар. 10 листопада 1924 — пом. 24 березня 2005) — радянський військовик часів Другої світової війни, командир гармати 258-го легкого артилерійського полку 200-ї окремої легкої артилерійської бригади (4-а танкова армія), сержант. Герой Радянського Союзу (1945).

## Життєпис
Народився 10 листопада 1924 року в селі Полянецькому Савранського району Одеської губернії (нині Савранський район Одеської області) в селянській родині. Українець. Після закінчення семирічки вступив до Одеського ремісничого училища № 6.
З початком німецько-радянської війни разом з училищем евакуйований до міста Йошкар-Ола (Марійська АРСР), де продовжив навчання. Після закінчення училища працював слюсарем і випробувачем на заводі № 297 (нині — Марійський машинобудівний завод).
До лав РСЧА призваний Йошкар-Олинським РВК у жовтні 1942 року. З листопада того ж року — на фронті. У складі 258-го легкого артилерійського полку 20-ї легкої артилерійської бригади 2-ї артилерійської дивізії на Волховському фронті. Брав участь у прориві блокади Ленінграда, боях на річці Волхов, в районі міст Мга і Тосно. В лютому 1944 року дивізія увійшла до складу 67-ї армії Ленінградського (з квітня — 3-го Прибалтійського) фронту. Брав участь в боях на території Естонії, 26 червня 1944 року отримав поранення. З вересня 1944 року — в складі військ 4-ї танкової армії 1-го Українського фронту.
Особливо відзначився в ході Сандомирсько-Сілезької фронтової наступальної операції. 12 січня 1945 року, під час прориву оборони супротивника, обслуга гармати сержанта Мороза, перебуваючи за 300 метрів від ворожих траншей, під сильним мінометним і рушнично-кулеметним вогнем, вогнем прямого наведення знищила: 2 міномети, 6 вогневих точок, 1 гармату, 2 реактивних важких метальних апарати, утворили прохід у дротових загородженнях супротивника завширшки 20 метрів. 15 січня в бою за місто Конське (Польща) вогнем зі своєї гармати знищив 3 бронетранспортери і 2 протитанкових гармати. Під час зачищення міста очолив групу військовиків батареї. Своїм несподіваним нападом змусив ворога до втечі, залишаючи озброєння і техніку, внаслідок чого було захоплено до 40 справних автомашин, 3 танки, знищено до 50 і взято у полон 18 солдатів супротивника. Оговтавшись, супротивник організував контратаку при підтримці 30 танків, що викликало паніту в лавах радянської піхоти. Доручивши навідникові і заряджаючому вести вогонь по ворогу, сержант Мороз з двома бійцями почав наводити лад у бойових порядках піхоти. Загальними зусиллями контратаку ворога було відбито, при цьому обслуга гармати підбила 2 танки і 3 бронетранспортери.
Демобілізований у 1947 році. Повернувся до рідного села, працював у колгоспі, згодом — слюсарем на Савранській ГЕС. У 1957 році закінчив Білгород-Дністровське педагогічне училище. До виходу на пенсію працював викладачем військової справи у Полянецькій середній школі.
Помер 24 березня 2006 року, похований в рідному селі.

## Нагороди
Указом Президії Верховної Ради СРСР від 10 квітня 1945 року за зразкове виконання бойових завдань командування на фронті боротьби з німецькими загарбниками та виявлені при цьому відвагу і героїзм, сержантові Морозу Терентію Пилиповичу присвоєне звання Героя Радянського Союзу з врученням ордена Леніна і медалі «Золота Зірка» (№ 6721).
Також був нагороджений українським орденом Богдана Хмельницького 3-го ступеня (14.10.1999), радянськими двома орденами Вітчизняної війни 1-го ступеня (03.07.1945, 11.03.1985), орденами Червоної Зірки (29.01.1945), Слави 3-го ступеня (10.08.1944) і медалями.